# Eriz
Eriz es una comuna suiza del cantón de Berna, situada en el distrito administrativo de Thun. Limita al norte con las comunas de Röthenbach im Emmental y Schangnau, al sureste con Habkern y Beatenberg, al sur con Horrenbach-Buchen, y al oeste con Teuffenthal y Oberlangenegg.
Hasta el 31 de diciembre de 2009 situada en el distrito de Thun.